# Hamont
Pour les articles homonymes, voir Hamont (homonymie).
Hamont est une section de la ville belge de Hamont-Achel située en région flamande dans la province de Limbourg. C'était une commune à part entière avant la fusion des communes de 1977.

## Histoire
Hamont était une des 23 Bonnes Villes de la principauté de Liège.

### La catastrophe de 1918
Le 18 novembre 1918 un train de munitions explose en gare d'Hamont lors de la retraite de l'armée allemande. La catastrophe fait 1 007 morts, tous des soldats, et détruit une grande partie du village et la gare. Elle est la catastrophe la plus meurtrière de Belgique.

## Transports
- Gare d'Hamont

## Patrimoine

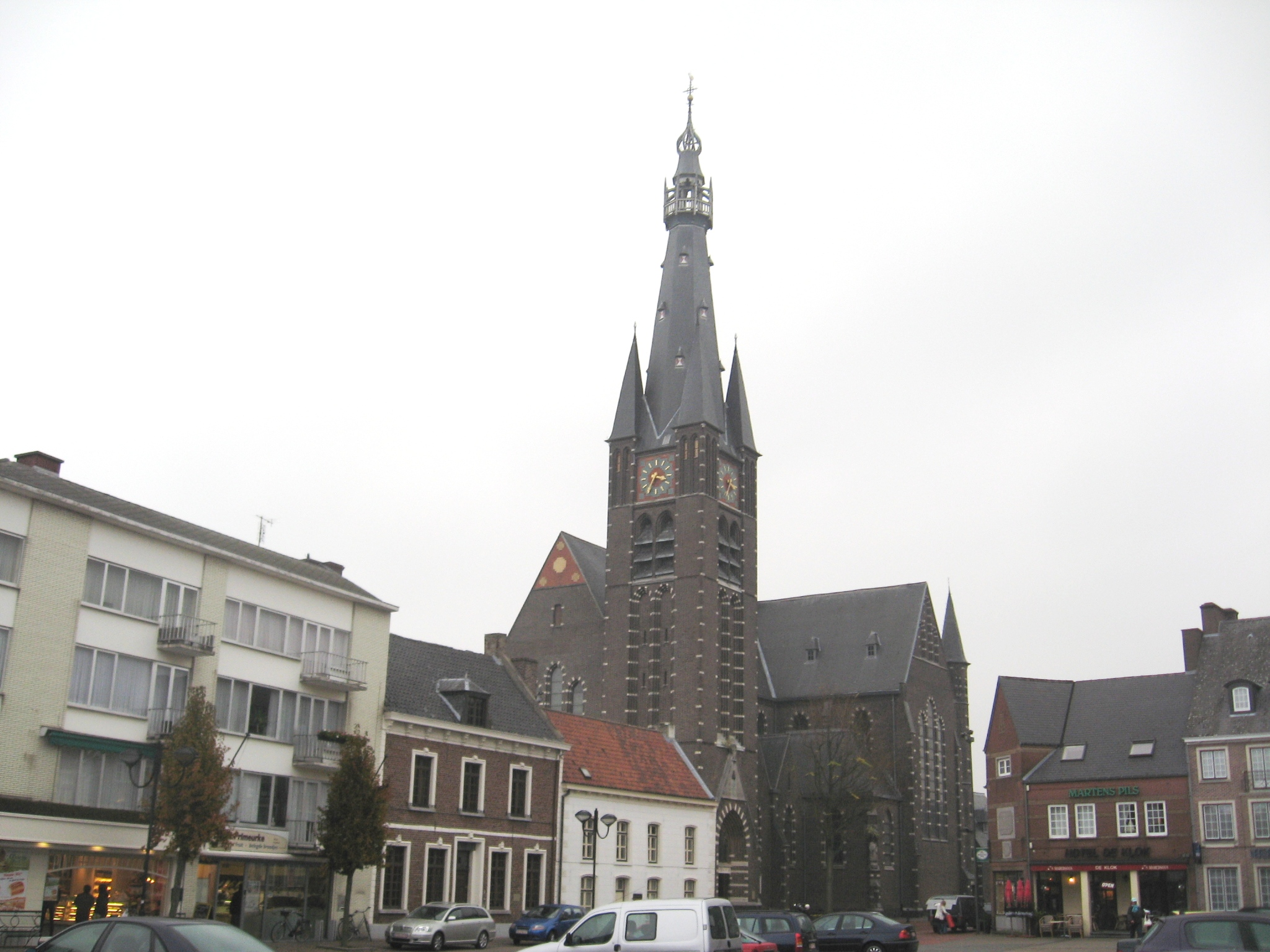
Église Saint-Laurent

- l'église Saint-Laurent

## Démographie
- Sources: INS, www.limburg.be et Ville de Hamont-Achel